# Emicrania da abuso di farmaci
L'emicrania da uso eccessivo di farmaci, noto anche come mal di testa di reazione, di solito si verifica quando vengono presi troppo frequentemente analgesici per alleviare il mal di testa. La condizione può essere molto dolorosa ed è anche una causa comune di cefalea cronica quotidiana. Essa si verifica in genere nei pazienti con un disturbo di fondo, quali emicrania o cefalea di tipo tensivo, "trasformando" nel corso del tempo una condizione episodica a una condizione di cefalea cronica quotidiana a causa dell'eccessiva assunzione di farmaci presi per combattere il mal di testa acuto. Il mal di testa di reazione è una malattia grave, invalidante e ben caratterizzato, che rappresenta un problema a livello mondiale ed è oggi considerata il terzo più diffuso tipo di cefalea. Studi sulla popolazione segnalano il tasso di prevalenza essere tra l'1% e il 2%, ma la sua frequenza relativa è molto più alta nella cura secondaria e terziaria.